# Spoorlijn Flavigny-le-Grand - Ohis-Neuve-Maison
De Spoorlijn Flavigny-le-Grand - Ohis-Neuve-Maison was een Franse spoorlijn van Flavigny-le-Grand-et-Beaurain naar Neuve-Maison. De lijn was 29,5 km lang en heeft als lijnnummer 237 000.

## Geschiedenis
De lijn werd aangelegd door de Compagnie des chemins de fer du Nord en geopend op 1 mei 1910 op meterspoor. Gedurende de Eerste Wereldoorlog werd de lijn door het Duitse leger omgebouwd tot normaalspoor. In 1918 werd een nieuw tracé in gebruik genomen in Ohis-Neuve-Maison samen met het tijdelijke raccordement van Ohis-Neuve-Maison. Doorgaande treinen vanuit Busigny naar Hirson maakten gebruik van dit tracé omdat het viaduct van Ohis vanwege oorlogsschade hersteld moest worden.  
Reizigersverkeer werd gestaakt in 1938 en daarna in 1941 weer hervat, het personenvervoer werd definitief beëindigd in 1951. Goederenvervoer heeft plaatsgevonden tussen Flavigny-le-Grand en Effry tot 1969 en tussen Effry en Ohis-Neuve-Maison tot 1978. De volledige spoorlijn is nadien opgebroken.

## Aansluitingen
In de volgende plaatsen is of was er een aansluiting op de volgende spoorlijnen:
Flavigny-le-Grand
RFN 236 000, spoorlijn tussen Laon en Le Cateau
Romery
lijn tussen Romery en Liart
Ohis-Neuve-Maison
RFN 238 000, spoorlijn tussen Busigny en Hirson

## Galerij

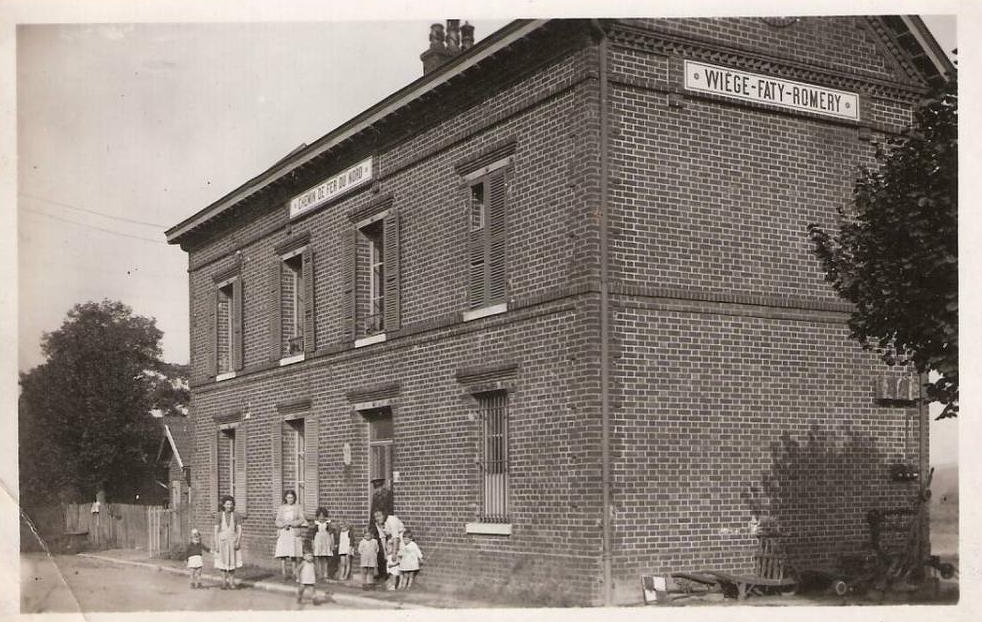
Station Wiège-Faty-Romery
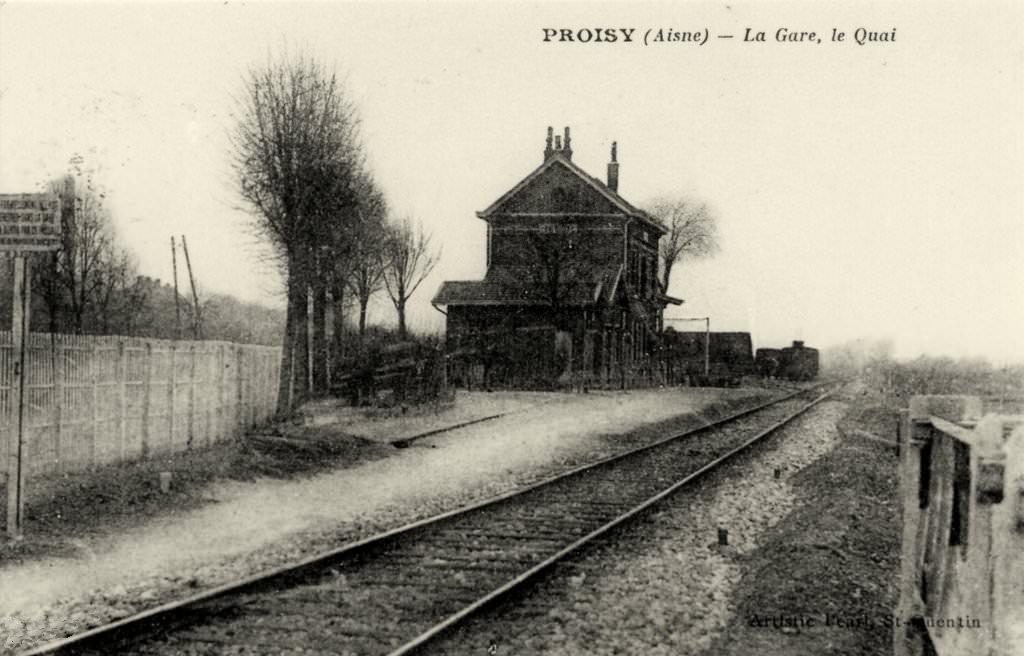
Station Proisy rond 1920
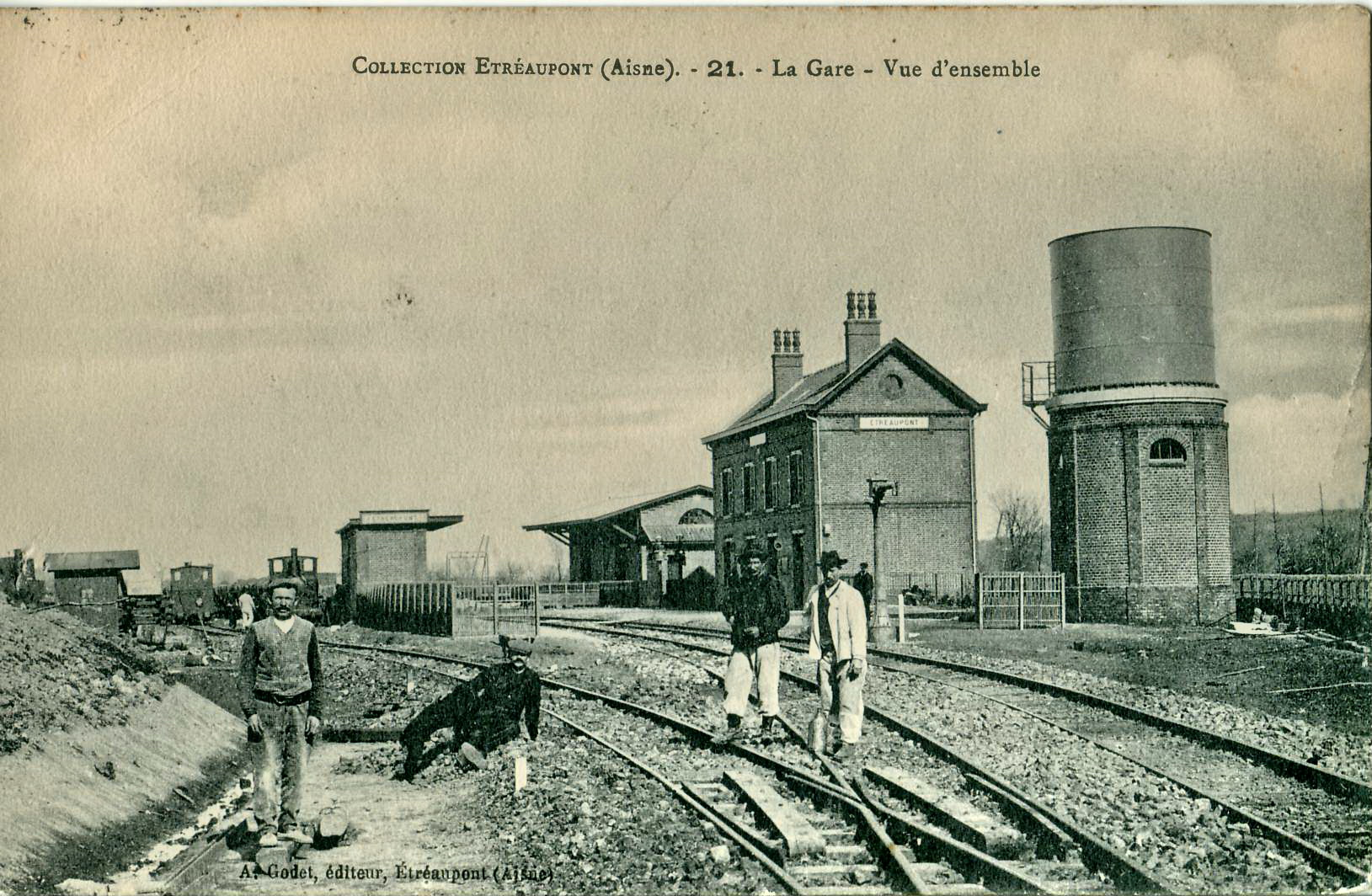
Station Étréaupont rond 1910
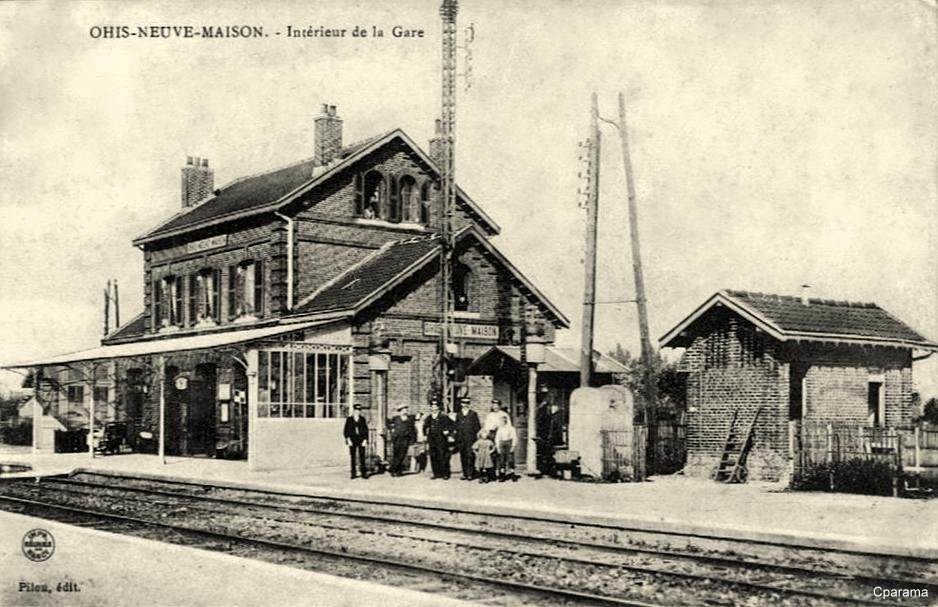
Station Ohis-Neuve-Maison rond 1920